# ISO 3166-2:PR
ISO 3166-2:PR è uno standard ISO che definisce i codici geografici di Porto Rico, territorio non incorporato degli Stati Uniti d'America, ed è un sottogruppo del codice ISO 3166-2.
Al momento non è stato assegnato ufficialmente nessun codice alle suddivisioni interne.
In quanto appartenente alle aree insulari degli Stati Uniti, a essa è assegnato un codice (US-PR) nello standard ISO 3166-2:US come suddivisione degli Stati Uniti.